# Maine (França)
|  | Per a altres significats, vegeu «Maine (desambiguació)». |

El Maine és una regió francesa que constituí antigament el comtat del Maine. Limita al nord amb Normandia, a l'oest amb Bretanya, al sud amb l'Anjou i la Turena i a l'est amb l'Orleanès. Avui dia comprèn els departaments de Mayenne i Sarthe.

## Orografia
Comprèn dues regions naturals, l'alt Maine i el baix Maine. La primera constitueix la part oriental del Maine i pertany al conjunt de terrenys secundaris de la conca de París, que inclouen el massís del bosc de Perseigne, nucli aïllat dels terrenys antics del massís armoricà. El baix Maine és un altiplà ondulat, on predominen les roques granítiques amb intrusions de roques eruptives.

## Economia
La ciutat principal, Le Mans, és situada en un encreuament de vies de comunicació i a la confluència dels rius Sarthe i Huisne. L'agricultura és variada: al nord hi ha farratge (amb una important explotació ramadera) i conreus d'ordi, blat, patates i uns altres de més recents de fruiters. Al sud la vinya ocupa una certa extensió. Frueix d'una forta tradició la indústria tèxtil, i més modernament s'hi ha desenvolupat la metal·lúrgica, al voltant dels nuclis urbans.

## Història
El comtat del Maine té el seu origen en un comtat carolingi compost per la diòcesi de Mans, formada per les antigues ciutats de Mans i de Jublains. El gendre de Carlemany, Rorgon (o Roricon), en fou nomenat comte 839.
El 1481 tornà a la corona francesa, a la mort de Carles III.